# Vụ bê bối Teapot Dome

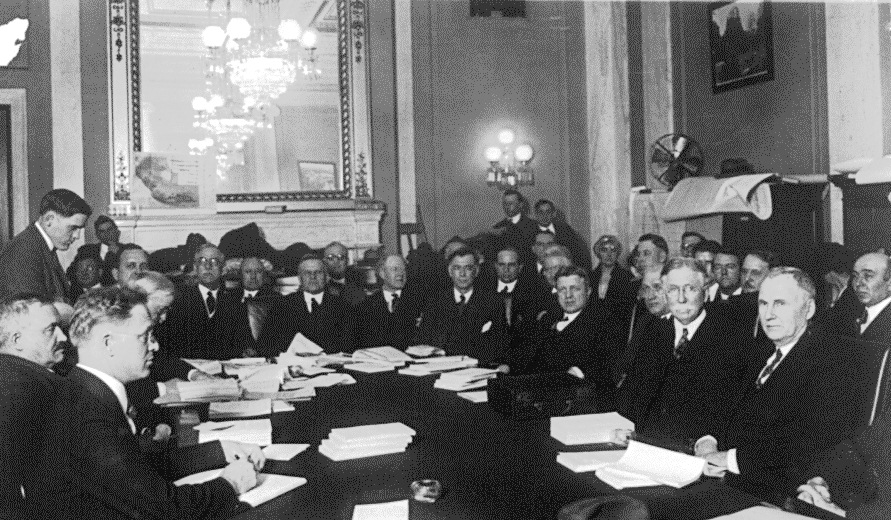
Doanh nhân dầu mỏ Edward L. Doheny (tại bàn, thứ hai từ phải sang) làm chứng trước ủy ban Thượng viện điều tra hợp đồng thuê dầu Teapot Dome, 1924

Vụ bê bối Teapot Dome là vụ bê bối hối lộ liên quan đến chính quyền của Tổng thống Hoa Kỳ Warren G. Harding từ năm 1921 đến 1923. Bộ trưởng Nội vụ Albert Bacon Fall đã thuê xăng dầu Hải quân dự trữ tại Teapot Dome ở Wyoming, và hai địa điểm ở California, cho các công ty dầu tư nhân ở mức giá thấp mà không cần đấu thầu cạnh tranh. Các hợp đồng thuê là chủ đề của một cuộc điều tra của Thượng nghị sĩ Thomas J. Walsh. Bị kết án nhận hối lộ từ các công ty dầu mỏ, Fall trở thành thành viên nội các tổng thống đầu tiên vào tù; không ai bị kết án trả tiền hối lộ.
Trước vụ bê bối Watergate, Teapot Dome được coi là "vụ bê bối lớn nhất và giật gân nhất trong lịch sử chính trị Mỹ". Nó đã làm tổn hại danh tiếng của chính quyền Harding, vốn đã bị giảm sút nghiêm trọng do việc xử lý gây tranh cãi về đại đình công đường sắt năm 1922 và quyền phủ quyết của dự luật Bonus vào năm 1922. Quốc hội Hoa Kỳ sau đó đã thông qua luật, tồn tại cho đến ngày nay, trao quyền trát hầu tòa cho Hạ viện và Thượng viện để xem xét hồ sơ thuế của bất kỳ công dân Hoa Kỳ nào mà không liên quan đến vị trí được bầu hoặc bổ nhiệm, cũng không chịu sự can thiệp của Nhà Trắng.